# Kevin McClory
Kevin O'Donovan McClory (Dublin, 8 de junho de 1926 — Dublin, 20 de novembro de 2006) foi um roteirista e produtor de cinema irlandês, mais famoso por adaptar o personagem James Bond para o cinema, por produzir os filmes Thunderball e Never Say Never Again e por suas inúmeras batalhas judiciais com Ian Fleming, a United Artists, EON Productions e Metro-Goldwyn-Mayer.